# Salins (Sion)
Salins (toponimo francese; in tedesco Schalein, desueto) è una frazione di 960 abitanti del comune svizzero di Sion, nel Canton Vallese (distretto di Sion).

## Storia

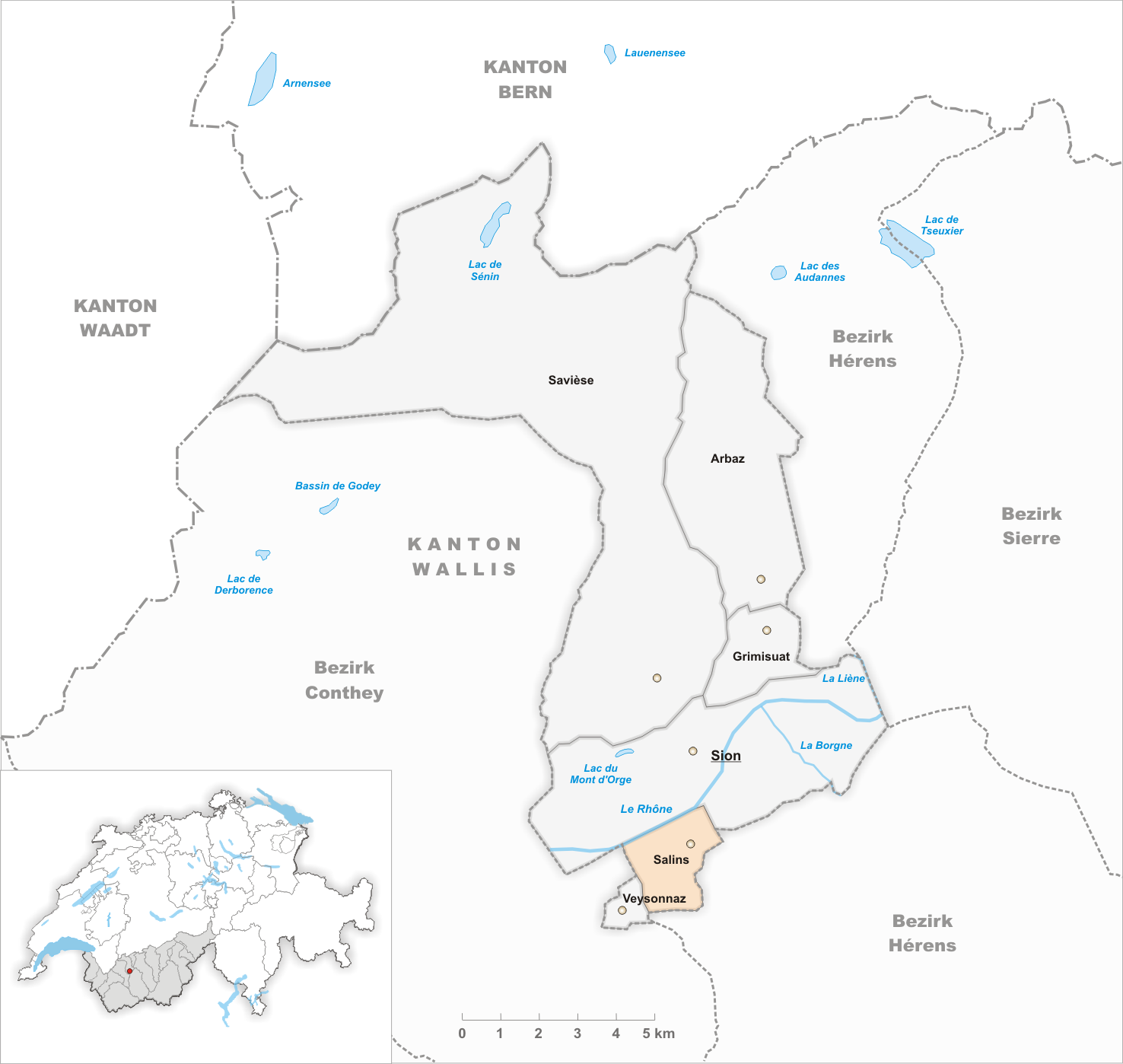
Il territorio del comune di Salins prima degli accorpamenti comunali del 2013

Già comune autonomo che si estendeva per 4,1 km², nel 2013 è stato accorpato al comune di Sion.

## Monumenti e luoghi d'interesse
- Chiesa cattolica, eretta nel 1890[1].

## Società

### Evoluzione demografica
L'evoluzione demografica è riportata nella seguente tabella:
Abitanti censiti

## Amministrazione
Ogni famiglia originaria del luogo fa parte del cosiddetto comune patriziale e ha la responsabilità della manutenzione di ogni bene ricadente all'interno dei confini della frazione.